# Distantiana stylirecta
Distantiana stylirecta är en insektsart som beskrevs av Thierry Bourgoin 1997. Distantiana stylirecta ingår i släktet Distantiana och familjen Meenoplidae. Inga underarter finns listade i Catalogue of Life.